# Port lotniczy El Tamarindo
Port lotniczy Ilopango – jeden z salwadorskich portów lotniczych, znajdujący się w miejscowości El Tamarindo.